# Saint-Romain (Viena)
Saint-Romain és un municipi francès situat al departament de la Viena i a la regió de la Nova Aquitània. L'any 2007 tenia 416 habitants.

## Demografia

### Població
El 2007 la població de fet de Saint-Romain era de 416 persones. Hi havia 178 famílies de les quals 54 eren unipersonals (8 homes vivint sols i 46 dones vivint soles), 62 parelles sense fills, 50 parelles amb fills i 12 famílies monoparentals amb fills.
La població ha evolucionat segons el següent gràfic:
Habitants censats

### Habitatges
El 2007 hi havia 260 habitatges, 182 eren l'habitatge principal de la família, 57 eren segones residències i 22 estaven desocupats. 258 eren cases i 1 era un apartament. Dels 182 habitatges principals, 148 estaven ocupats pels seus propietaris, 28 estaven llogats i ocupats pels llogaters i 6 estaven cedits a títol gratuït; 2 tenien una cambra, 24 en tenien dues, 49 en tenien tres, 48 en tenien quatre i 59 en tenien cinc o més. 155 habitatges disposaven pel capbaix d'una plaça de pàrquing. A 111 habitatges hi havia un automòbil i a 41 n'hi havia dos o més.

### Piràmide de població
La piràmide de població per edats i sexe el 2009 era:
| Homes | Edats   | Dones |
| ----- | ------- | ----- |
| 0     | 95 o +  | 0     |
| 4     | 90 a 94 | 0     |
| 0     | 85 a 89 | 12    |
| 12    | 80 a 84 | 8     |
| 12    | 75 a 79 | 24    |
| 16    | 70 a 74 | 4     |
| 4     | 65 a 69 | 20    |
| 12    | 60 a 64 | 8     |
| 4     | 55 a 59 | 8     |
| 8     | 50 a 54 | 16    |
| 8     | 45 a 49 | 8     |
| 4     | 40 a 44 | 4     |
| 28    | 35 a 39 | 12    |
| 16    | 30 a 34 | 28    |
| 8     | 25 a 29 | 4     |
| 8     | 20 a 24 | 16    |
| 4     | 15 a 19 | 8     |
| 0     | 10 a 14 | 8     |
| 8     | 5 a 9   | 20    |
| 12    | 0 a 4   | 16    |

## Economia
El 2007 la població en edat de treballar era de 226 persones, 159 eren actives i 67 eren inactives. De les 159 persones actives 149 estaven ocupades (83 homes i 66 dones) i 10 estaven aturades (2 homes i 8 dones). De les 67 persones inactives 37 estaven jubilades, 12 estaven estudiant i 18 estaven classificades com a «altres inactius».

### Ingressos
El 2009 a Saint-Romain hi havia 192 unitats fiscals que integraven 415 persones, la mediana anual d'ingressos fiscals per persona era de 13.216 €.

### Activitats econòmiques
Dels 14 establiments que hi havia el 2007, 2 eren d'empreses de fabricació d'altres productes industrials, 5 d'empreses de construcció, 3 d'empreses de comerç i reparació d'automòbils, 1 d'una empresa d'hostatgeria i restauració i 3 d'empreses immobiliàries.
Dels 8 establiments de servei als particulars que hi havia el 2009, 1 era un taller de reparació d'automòbils i de material agrícola, 1 paleta, 3 guixaires pintors, 1 fusteria, 1 restaurant i 1 agència immobiliària.
L'any 2000 a Saint-Romain hi havia 32 explotacions agrícoles que ocupaven un total de 2.046 hectàrees.

## Equipaments sanitaris i escolars
El 2009 hi havia una escola elemental integrada dins d'un grup escolar amb les comunes properes formant una escola dispersa.

## Poblacions més properes
El següent diagrama mostra les poblacions més properes.